# アマゾナス州

アマゾナス州
Estado do Amazonas

アマゾナス州 (アマゾナスしゅう、Estado de Amazonas ([amaˈzonɐs] ( 音声ファイル)) は、ブラジルの北西部の州。州都はマナウス。面積155万9255 km2、人口394万1613人（2022年）。略称は「AM」である。
ブラジルで最も面積が大きい州である。

## 位置
北にロライマ州、ベネズエラ、コロンビア、西にペルー、南にアクレ州、ロンドニア州、マットグロッソ州、東にパラー州と面している。広大なアマゾンの大半を占めており、アマゾン川を中心にネグロ川など多数の支流がある。マナウスをはじめとした都市は川沿いに点在する。
アマゾンの存在により道路網が貧弱であるため、移動手段は主に船や航空機になる。特に航空機は中小規模の空港が多数設置されており、アマゾナス州を拠点とする中小航空会社もある。
時差は州の南西部の一角を除き、ブラジリアより1時間遅い。アクレ州に近い南西部地域は2時間遅くなる。

## 住民

### 民族
混血が74.3%、白人が21.0%、黒人が4.3%、アジア人もしくはインディオが0.4%である。
主な先住民族
- アラワク族
- en:Tucano people
- en:Tupí people
- en:Gê peoples
- ヤノマミ族（ロライマ州、ベネズエラ）
- ヒバロ族（エクアドル、ペルー）

### 言語
ブラジルの他の州同様ポルトガル語が主要言語である

## 隣接州
- ロライマ州
- パラー州
- マットグロッソ州
- ロンドニア州
- アクレ州
- ロレート県
- アマソナス県
- バウペス県
- グアイニア県
- アマソナス州

## 主な都市

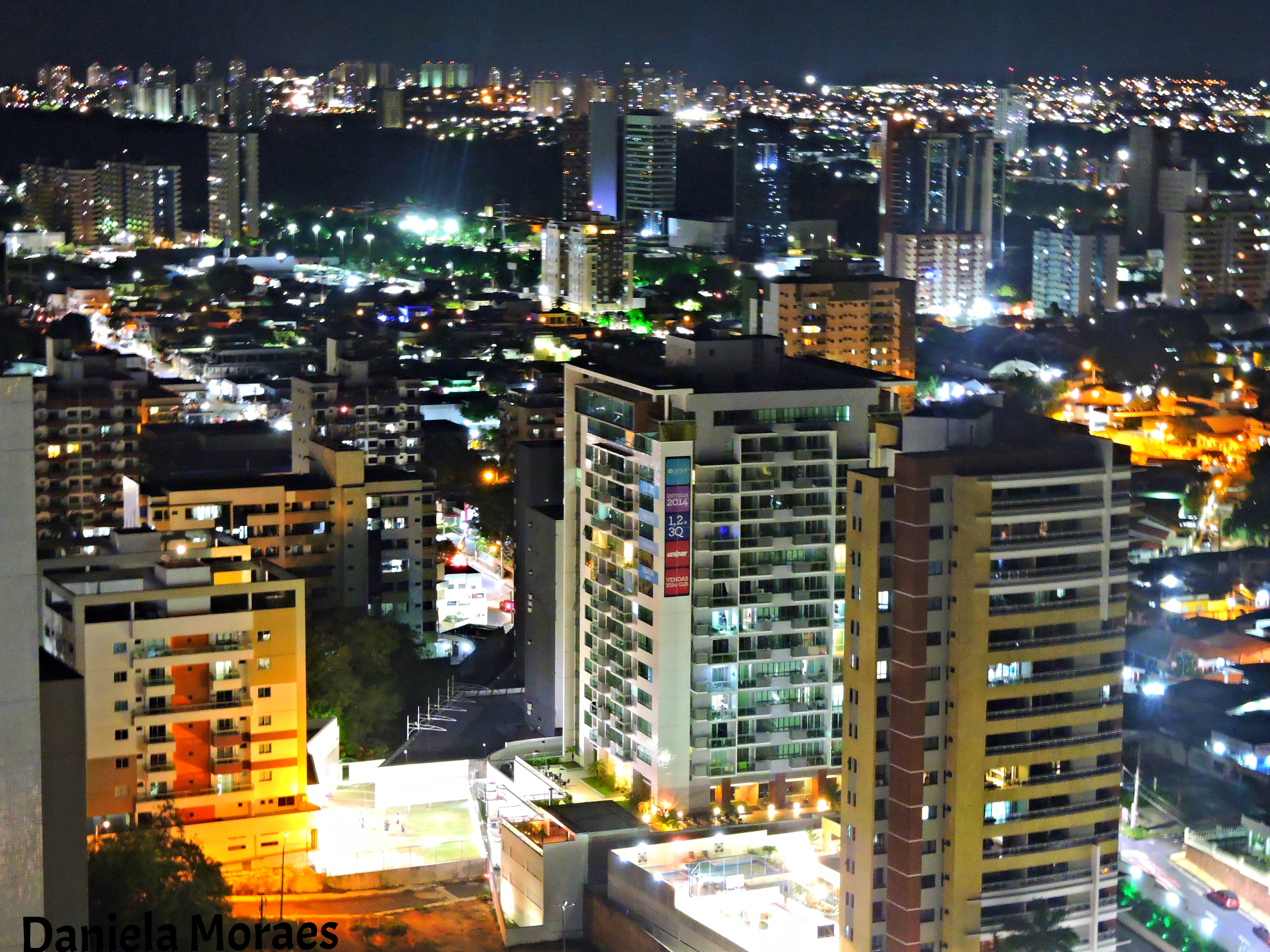
マナウス

- マナウス（2,145,444人） - （州都）
- パリンティンス（113,168人）
- イタコアチアラ（99,955人）
- マナカプル（96,236人）
- コアリ（84,272人）
- タバチンガ（64,488人）
- マウエス（62,755人）
- テフェー（60,154人）
- マニコレ（54,907人）
- ウマイター（54,001人）
- ジュタイー（17,964人）

## 教育
- アマゾナス大学